# Ampelophaga malayana
Ampelophaga malayana är en fjärilsart som beskrevs av Rothschild och Jordan 1915. Ampelophaga malayana ingår i släktet Ampelophaga och familjen svärmare. Inga underarter finns listade i Catalogue of Life.